# سيريس (كوكب قزم)
سيريز أو سيريس (بالإنجليزية: Ceres، الرمز: )، هو كوكب صغير يعتبر أكبر الأجرام الموجودة في حزام الكويكبات الرئيسي الذي يقع بين مدار كوكب المريخ ومدار كوكب المشتري. يعتبر سيريس الذي يبلغ قطره 945 كيلومترًا أكبر الكويكبات وأكبر كوكب قزم معروف ضمن مدار الكوكب نبتون. يحتل سيريس المرتبة الخامسة والعشرين لأضخم الأجرام الموجودة بالنظام الشمسي ضمن مدار الكوكب نبتون أيضًا.
يعتبر سيريس الجرم الكروي الوحيد الموجود في حزام الكويكبات بفعل جاذبيته، وهذا بعد إجراء بعض الدراسات التحليلية لاستبعاد الكوكب الصغير «فيستا». يتراوح القدر الظاهري لسيريس عند رصده من الأرض بين 6.7 إلى 9.3، ويكون سيريس في وضع مقابلة مع الأرض مرة كل 15 إلى 16 شهرًا وهي فترته المدارية. ولهذا، فحتى عندما يكون في أشد فترات لمعانه، يكون خافتًا جدًا لِأن يُرى بالعين المجردة، إلا في بعض الحالات الاستثنائية التي تكون فيها السماء مظلمة بشكل كبير.
كان سيريس أول كويكب مُكتشف، واكتشف بواسطة «جوزيبه بيازي» بمرصد «باليرمو» الفلكي في الأول من يناير عام 1801م. اعتبر سيريس كوكبًا في البداية، ثم أُعيد تصنيفه إلى كوكب قزم في خمسينيات القرن التاسع عشر بعد اكتشاف أجرام أخرى عديدة في مدارات مشابهة.
يتكون سيريس من وشاح طيني (صخري-ثلجي)، وقشرة تتكون من 60% صخور و40% أو أقل من 30% ثلوج. ومن المحتمل أن المحيطات الداخلية أو المياه السائلة لم تعد موجودةً هناك، ولكن توجد بعض المياه السائلة شديدة الملوحة (الأجاج) التي يمكن أن تتدفق عبر طبقة الوشاح الخارجي وصولًا إلى السطح. يتكون سطح سيريس من مزيج من الثلوج المائية ومختلف هيدرات المعادن المختلفة مثل معادن الكربونات ومعادن الصلصال. تتشكل البراكين الباردة هناك مثل «أهونا مونس» بمعدل مرة كل 50 مليون سنة. رُصدت انبعاثات لبخار الماء من عدة مناطق على سيريس في يناير 2014م. كانت هذه الظاهرة غير متوقعة، فالأجرام الكبيرة بحزام الكويكبات لا تُصدر البخار، وهي سمة مُميِّزة للمذنبات. يمتلك سيريس غلافًا جويًا رفيعًا يعرف بالمتكور الخارجي أو «الإكسوسفير».
دخلت المركبة الفضائية «دوون» التابعة لناسا في مدار حول سيريس في السادس من مارس عام 2015م.

## الاكتشاف

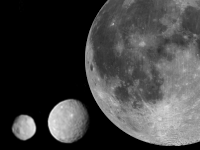
يظهر الكويكب فيستا والكوكب القزم سيريس بجانب قمر الأرض.

كان عالم الفلك «يوهان إليرت بودي» هو أول من افترض وجود كوكب غير مُكتشَف بين مداري كوكب المريخ وكوكب المشتري، وذلك في عام 1772م. لاحظ العالم كيبلر وجود فجوة في المساحة بين مداري المشتري والمريخ منذ عام 1596م. كانت أفكار بودي قائمةً على قانون تيتيوس-بودي، والذي أصبح الآن فرضية فاقدة لمصداقيتها، ووُضع هذا القانون عام 1766م. لاحظ بودي وجود نمط منتظم في حجم مدارات الكواكب المعروفة، وكان يكمن الشذوذ الوحيد عن هذا النمط المنتظم في وجود فجوة كبيرة بين مداري كوكب المشتري وكوكب المريخ. وتنبأ وفقًا لهذا النمط بوجود كوكب غير مكتشف يقع في مدار نصف قطره 2.8 وحدة فلكية. أدى اكتشاف «ويليام هيرشيل» لكوكب أورانوس عام 1781م بالقرب من المسافة المتنبأ بوجود كوكب عندها بعد زحل إلى زيادة الاعتقاد في صحة قانون تيتيوس-بودي، وأرسل فريقًا يرأسه المحرر «فرانز زافير فون زاك» بجريدة «المراسلات الشهرية» عام 1800م إلى 24 عالم فلك من الخبراء يطلبون منهم أن يوحدوا جهودهم ويبدؤوا البحث بشكل مُمنهج عن هذا الكوكب المتوقع وجوده بين المشتري والمريخ. وبالرغم من عدم اكتشافهم للكوكب القزم سيريس، فإنهم اكتشفوا عدة كويكبات ضخمة فيما بعد.
كان «جوزيبه بيازي» واحدًا من علماء الفلك القائمين بالبحث عن هذا الكوكب، وكان كاهنًا كاثوليكيًا بأكاديمية باليرمو بمدينة «صقلية». اكتشف بيازي الكوكب القزم سيريس في الأول من يناير عام 1801 قبل انضمامه للفريق. كان يبحث بيازي عن النجم رقم 87 لفهرس نجوم الأبراج الفلكية الخاص بعالم الفلك «نيكولاس لويس دو لكيل»، ولكنه بدلًا من أن يجد هذا النجم، وجد بيازي جرمًا شبيهًا بالنجوم يتحرك في السماء، ما جعله يظن أنه كان مذنبًا.
رصد بيازي سيريس 24 مرةً، وكانت آخرها في الحادي عشر من فبراير عام 1801، عندما منعه المرض من أن يستمر في رصده. أعلن بيازي عن اكتشافه في 24 يناير عام 1801م في خطابين موجهين فقط إلى اثنين من زملائه من علماء الفلك، وهما رفيقه «برنابا أورياني» من مدينة «ميلان»، و«يوهان إليرت بودي» من مدينة «برلين». اعتبر بيازي سيريس مذنبًا في البداية، ولكن ظن بيازي أن هذا الجرم من الممكن أن يكون شيئًا أهم من مجرد مذنب بسبب بطء حركته وتناسقها إلى حد ما. في أبريل من نفس العام، أرسل بيازي ملاحظاته الكاملة إلى كل من «أورياني»، و«بودي»، و«جيروم لالاند» بباريس. نُشرت هذه المعلومات في إصدار سبتمبر عام 1801م من جريدة «المراسلات الشهرية».
وفي هذا الوقت، تغير موقع سيريس في السماء، وهذا بسبب حركة الأرض في مدارها، وكان سيريس وقتها في موقع سماوي قريب من وهج الشمس، وهذا زاد من صعوبة رصد باقي علماء الفلك له لتأكيد مشاهدات بيازي. كان من الممكن أن يكون سيريس واضحًا مرة أخرى في السماء بنهاية هذه السنة، ولكن بعد هذه المدة الطويلة سيكون من الصعب التنبؤ بموقعه في السماء بدقة. طور «كارل فريدريش غاوس» البالغ من العمر 24 عامًا حينها، وسيلةً فعالة لتحديد موقع المدارات. استطاع غاوس أن يتنبأ بمسار سيريس في غضون أسابيع قليلة وأرسل ما توصل إليه إلى «فرانز زافير فون زاك». تمكن «فون زاك» و«هاينريش أولبرز» من إيجاد سيريس مرةً أخرى في 31 ديسمبر عام 1801م قرب المكان المتنبأ بوجوده به.
كان الراصدون الأوائل قادرين على حساب حجم سيريس فقط من خلال القيمة الأسية. قلل هيرشيل من تقدير حجم سيريس إذ قدر قطره بنحو 260 كيلومترًا عام 1802، بينما بالغ «يوهان هيرونيموس شروتر» في تقدير قطره بنحو 2,613 كيلومترًا عام 1811م.

## الدوران والميل المحوري
تبلغ فترة دوران سيريس حول محوره (اليوم) مدة 9 ساعات و4 دقائق. يبلغ الميل المحوري لسيريس 4 درجات. وهذا الميل صغير بشكل كافٍ ليجعل أقطابه تحتوي على فوهات مُظللة بشكل دائم، ويمكن أن تعمل هذه الفوهات مثل المصيدة الباردة حيث تتراكم الثلوج المائية مع الوقت بشكل مشابه لما هو موجود على سطح القمر وسطح كوكب عطارد. من المتوقع أن تتراكم 0.14% من جزيئات المياه المتحررة من سطح سيريس في هذه الفوهات، والتي تنبعث من السطح بمعدل 3 مرات قبل أن تهرب إلى الفضاء أو تتراكم بهذه المصائد الباردة.

## جيولوجيا سيريس
تبلغ كتلة سيريس 9.39 × 1020 كيلوغرام وفقًا لقياسات المسبار الفضائي «دوون». وتشكل هذه الكتلة ثلث إجمالي كتلة حزام الكويكبات تقريبًا والتي تبلغ 3.0 ± 0.2 × 1021 كيلوغرام، والتي تُشكل بدورها 4% من كتلة قمر الأرض تقريبًا. وبين الأجرام الموجودة في المجموعة الشمسية، يعتبر سيريس ذا حجم متوسط، إذ إن حجمه أكبر من حجم الكويكب «فيستا»، وأصغر من حجم القمر«تثيس». تعادل مساحة سطح سيريس مساحة دولة الهند أو الأرجنتين تقريبًا. نشرت وكالة ناسا في 2018 مقارنةً بين الخصائص الفيزيائية المتشابهة بين الكوكب القزم سيريس وكوكب الأرض.
يعتبر سيريس أصغر جرم يوجد في حالة توازن هيدروستاتيكي، فهو أصغر بنحو 600 كيلومتر من قمر زحل «ريا» بالإضافة إلى أن كتلته أقل من نصف كتلة هذا القمر. ويعتبر ريا ثاني أصغر جرم من نفس النوع بعد سيريس. بينت النمذجة العلمية أنه يمكن أن تكون لسيريس نواة معدنية صغيرة نتجت من التمايز الجزئي لبعض مكوناته الصخرية.

## قابلية استضافة الحياة
توجد بعض الأدلة على أن الوشاح الثلجي لسيريس كان محيطًا مائيًا داخليًا في الماضي، هذا بالرغم من عدم اعتباره موطنًا مُحتملًا للحياة الميكروبية خارج كوكب الأرض مثل المريخ، والقمر أوروبا، والقمر تيتان، والقمر إنسيلادوس. يمكن أن تكون الظروف مُهيأة على سيريس لتفاعلات الكيمياء العضوية، وهذا بعد اكتشاف وجود بعض المركبات العضوية ووجود الماء الحاوي على الكربون بكتلة تمثل 20% قرب سطح الكوكب.

## الكسوف
في 1 أكتوبر 2012، حجب سيريس النجم TYC 1865-00446-1 في اجزاء من اليابان وروسيا والصين. واستطاع العلماء في روسيا والصين تقدير مقدار سطوع سيريس بنحو 6.9 والنجم بنحو 12.2.